# Крушение вертолёта в Лестере (2018)
Крушение вертолёта в Лестере — авиакатастрофа, произошедшая 27 октября 2018 года возле стадиона «Кинг Пауэр». В результате крушения вертолёта AgustaWestland AW139 погибли 5 человек. Среди них — тайский миллиардер и владелец футбольного клуба Лестер Сити Вишай Шривадданапрабха.

## Ход событий
Вишай Шривадданапрабха часто летал на вертолёте на стадион и обратно на матчи Лестер Сити. Это рассматривалось как шоу для болельщиков. 
27 октября 2018 года на стадионе Кинг Пауэр проходил матч 10-го тура английской Премьер-лиги «Лестер Сити» с «Вест Хэм Юнайтед». Он завершился со счётом 1:1. Вертолёт должен был взлететь с поля в прямом эфире во время послематчевой трансляции. К этому моменту автобус, перевозивший команду «Вест Хэм Юнайтед», отбыл, но некоторые сотрудники и игроки «Лестер Сити» всё еще находились на стадионе, а фанаты обоих клубов оставались снаружи.
Спустя полчаса после окончания матча вертолёт AgustaWestland AW139 взлетел со стадиона. На борту находились сам Вишай Шривадданапрабх, два члена его персонала — Нусара Сукнамаи и Кавепорн Пунпар, пилот вертолёта Эрик Сваффер, а также пассажирка Изабела Роза Лехович. Практически сразу после взлёта вертолёт упал камнем вниз на парковку в 200 м от стадиона. На месте крушения начался пожар. 2 полицейских и 2 сотрудника стадиона пытались спасти пассажиров вертолёта из огня, но получили ожоги. Впоследствии, они получили награды. Все 5 человек, находившихся на борту, погибли. Среди жертв — трое тайцев, двое англичан и гражданин Польши. 

## Причины катастрофы
Отчёт о расследовании авиакатастрофы был опубликован в 2023 году. Причиной стал отказ хвостового винта, в результате чего машина начала вращаться вокруг своей оси, упала и загорелась.  